# Мироносица (Вологодская область)
Мироносица — деревня в Вологодском районе Вологодской области.
Входит в состав Подлесного сельского поселения, с точки зрения административно-территориального деления — в Подлесный сельсовет.
Расстояние по автодороге до районного центра Вологды — 27 км, до центра муниципального образования Огарково — 14 км. Ближайшие населённые пункты — Васюнино, Надеево, Голенево.
По переписи 2002 года население — 2 человека.